# Union Internationale de Spéléologie
Die Union Internationale de Spéléologie (deutsch Internationale Union für Speläologie; englisch International Union of Speleology), kurz UIS, ist eine 1965 gegründete internationale wissenschaftliche Organisation zur Förderung der Karst- und Höhlenforschung mit Sitz in Postojna (Slowenien) und der weltweite Dachverband für Speläologie.
Die UIS ist Mitglied des International Science Council in Paris und arbeitet mit der UNESCO zusammen. 2021–2022 veranstaltete die UIS das International Year of Caves and Karst.

## Geschichte
Nachdem die Karst- und Höhlenforschung Anfang des 20. Jahrhunderts immer mehr als interdisziplinäres wissenschaftliches Feld anerkannt wurde, wuchs das Bedürfnis der Beteiligten, sich international besser zu vernetzen. Ab 1953 fanden regelmäßig internationale Fachkongresse statt, die auch während des Kalten Kriegs fortgesetzt wurden. Auf dem 4. Internationalen Kongress für Speleologie in Postojna/Ljubljana (1965) wurde vorgeschlagen, einen Verband zu gründen, der die Wissenschaftler auf beiden Seiten des Eisernen Vorhangs zusammenführen und ihre Aktivitäten koordinieren sollte. Bei der Schlusszeremonie dieses Kongresses wurde schließlich die UIS ins Leben gerufen. Die Bestätigung ihrer Organisation und Statuten erfolgte allerdings erst während des nachfolgenden Kongresses in Stuttgart 1969.
Seit 1978 gibt die UIS das International Journal of Speleology heraus, eine dreimal pro Jahr erscheinende wissenschaftliche Fachzeitschrift, deren Artikel vor der Veröffentlichung durch Peer-Review geprüft werden. Es werden Forschungs- und Übersichtsartikel zu allen wissenschaftlichen Feldern publiziert, die mit Karst und Höhlen zu tun haben, wie Geologie, Hydrologie, Archäologie, Paläontologie, Biologie, Meteorologie, Physik, Chemie oder Mineralogie.

### Internationale Kongresse für Speläologie
| - 1953: Paris (Frankreich) - 1958: Bari (Italien) - 1961: Wien, Obertraun, Salzburg (Österreich) - 1965: Postojna, Ljubljana (Jugoslawien) - 1969: Stuttgart (Deutschland) | - 1973: Olmütz (Tschechien) - 1977: Sheffield (Vereinigtes Königreich) - 1981: Bowling Green (USA) - 1986: Barcelona (Spanien) - 1989: Budapest (Ungarn) | - 1993: Peking (China) - 1997: La Chaux-de-Fonds (Schweiz) - 2001: Brasilia (Brasilien) - 2005: Kalamos (Griechenland) - 2009: Kerville (USA) | - 2013: Brünn (Tschechien) - 2017: Sydney (Australien) - 2022: Le Bourget-du-Lac (Frankreich) |

## Struktur
Das zentrale Gremium der UIS ist die Generalversammlung, bestehend aus den Delegierten der rund 60 Mitgliederländer, die alle vier Jahre anlässlich der Internationalen Kongresse für Speläologie zusammentrifft. Die stimmberechtigten Delegierten der Generalversammlung werden von nationalen wissenschaftlichen Gesellschaften und Verbänden entsendet. Im deutschsprachigen Raum sind dies der Verband der deutschen Höhlen- und Karstforscher, der Verband Österreichischer Höhlenforscher sowie die Schweizerische Gesellschaft für Höhlenforschung. Existieren mehrere Mitgliedsorganisationen in einem Land, so müssen sie sich auf einen Delegierten einigen.
Ein Vorstand, bestehend aus einem Präsidenten, zwei Vizepräsidenten, einem Generalsekretär und acht Hilfssekretären, führen die Geschäfte der UIS. Diese werden von der Generalversammlung jeweils für vier Jahre gewählt.
Die inhaltliche Arbeit findet vor allem in Kommissionen und Arbeitsgruppen statt, die jeweils konkrete Fachgebiete wie z. B. Höhlentiere, Karst- und Höhlenschutz oder Speläogenese abdecken. Weitere Unternehmen der UIS sind die Speleological Abstracts (SA/BBS), eine jährliche Übersicht über die weltweite speläologische Literatur, oder das  Karst Information Portal (KIP), eine frei zugängliche digitale Bibliothek zu Karst und Karstgebieten.

### Liste der Präsidenten
| - 1965–1973: Bernard Gèze (Frankreich) - 1973–1981: Arrigo A. Cigna (Italien) - 1981–1986: Adolfo Eraso Romero (Spanien) - 1986–1989: Derek C. Ford (Kanada) | - 1989–1993: Hubert Trimmel (Österreich) - 1993–1997: Paolo Forti (Italien) - 1997–2001: Julia Mary James (Australien) - 2002–2005: José Ayrton Labegalini (Brasilien) | - 2005–2013: Andrew Eavis (UK) - 2013–2017: Kyung Sik Woo (Südkorea) - 2017–2022: George Veni (USA) - seit 2022: Nadja Zupan-Hajna (Slowenien) |

### Liste der Generalsekretäre
| - 1965–1969: Albert Anavy (Libanon) - 1969–1989: Hubert Trimmel (Österreich) | - 1989–1993: Camile Ek (Belgien) - 1993–2005: Pavel Bosák (Tschechien) | - 2005–2022: Fadi Nader (Libanon) - seit 2022: Johannes Mattes (Österreich) |

Bernard Gèze (1977–1996), Hubert Trimmel (1993–2013), Paolo Forti (seit 1997) und Andrew Eavis (seit 2013) wurden zu Ehrenpräsidenten gewählt.